# Arctite
L'arctite est une rare espèce minérale du groupe des phosphates, de formule Na2Ca4(PO4)3F, découvert dans une carotte de forage, dans la péninsule de Kola dans le nord de la Russie. D'une dureté de 5 sur l'échelle de Mohs et d'une densité moyenne de 3,12, l'arctite est transparente et d'un éclat vitreux.

## Historique de la description et appellations

### Inventeur et étymologie
Décrite par Alexander Petrovich Khomyyakov, A. V. Bykova et T. A. Kurova en 1981 et nommée d'après le topotype, la région arctique de Russie.

### Topotype
Vallée de la rivière Vuonnemiok (ru), massif des Khibiny, péninsule de Kola, oblast de Mourmansk, district fédéral du Nord-Ouest, Russie.

## Cristallographie
- L'arctite cristallise dans le système cristallin trigonal, groupe d'espace : R3m
- Paramètres de la maille : a = 7,078 Å, b = 34,1 Å, c = 41,203 Å, Z = 6; V = 1 787,64 Å3, densité calculée 2,84 g/cm3[3].

## Gîtes et gisements

### Gîtologie et minéraux associés
Un minéral pneumatolytique de stade avancé présent dans les veinules pegmatites d'un massif alcalin différencié.
Minéraux associés : natrosilite (it), vuonnemite (it), lomonosovite, zirsinalite, natisite (it), rasvumite (it), villiaumite, aegirine, thénardite, umbite (en), paraumbite (it), kostylevite (it), wadeite.